# 금강대학교
금강대학교(金剛大學校, Geumgang University)는 대한민국 충청남도 논산시에 소재한 대한민국의 사립 대학교이다.
2002년 설립되었다. 약칭으로 금강대(金剛大)를 사용하며, 영문 약칭으로 GGU 등을 사용하고 있다. 2022년 기준으로 2개 학부, 4개 학부 전공과 일반대학원으로 구성되어 있으며 학부 신입생 정원을 110명만 받고 있다.
리버럴 아츠 칼리지를 지향하며, 로터스칼리지를 설립하여 교양 교과 교육을 강화하고 있다. 기숙형 대학의 특성을 살려 전교생이 1인 1실 기숙사 생활을 하는 것으로 알려져 있다.

## 연혁
1973년, 대한불교천태종의 상월원각대조사는 불교 중흥 등을 위해 학교법인 설립을 대한불교천태종에 지시하였고, 1982년 10월, 대한불교천태종 종단회의에서 학교법인 설립을 결정하였다. 이에 학교법인 금강불교학원이 탄생하고, 2002년 11월 16일, 금강대학교가 설립되었다. 2007년 11월 1일, 금강대학교 대학원이 설립되었다.
2015년, 교육부 대학구조개혁평가 결과 D+등급을 받았고, 2016년 동명의 평가에서 D등급을 받았다. 다만, 2017년, 개선 권고안 이행점검 결과 저조한 성적으로 받았던 제한이 일부 해제되었다. 그러나 2018년, 대학기본역량진단 결과 재정지원제한대학 평가를 받으며, 국가장학금과 학자금 대출 등의 일부 제한을 받게 되었고, 2021년 실시된 동명의 평가에서도 비슷한 결과를 받아 국가장학금과 학자금 대출 등이 전면 제한되었다. 2023년부터 재정지원제한대학에서 해제되어 국가장학금과 학자금 대출을 모두 받을 수 있게 되었다.

## 교육편제

### 학부
금강대학교의 학부과정은 단과대학 설치 없이 불교인문학부, 공공정책학부 등 2개 학부 아래 4개 전공이 설치되어 있다.

### 대학원
2020년 기준, 금강대학교는 일반대학원 1개원에 불교학과 석·박사 과정을 제공하고 있다. 불교학과 석·박사 교육과정은 심화전공으로 불교교학전공, 불교사전공, 응용불교학전공, 불교복지학전공으로 세분되어 있다.

## 교육 방침상의 특징

### 장학 제도
금강대학교는 신입생 전원에게 등록금이 면제된다. 성적평점 3.0이상의 재학생은 전액장학금이 수여되며, 그 중 매 학기 성적이 우수한 학생에게는 별도로 추가 장학금을 지급하고 있다. 또한 로스쿨 및 해외 명문 대학원에 진학한 학생들에게 장학금을 지원한다. 로스쿨 진학자에게는 연간 1,000만원씩 총 3,000만원을 장학금으로 지급한다. 언어권별로 영어권은 2년 동안 2만 8천 달러, 일본어권은 2만 달러, 중국어권은 1만 4천달러의 장학금을 지원하고 있다.
이와 같은 장학 제도가 개교 이래 꾸준히 지원됨에 따라 2020년 회계연도 기준 조사대상 전국 사립대학 중 장학금 지급율 1위(104.4%), 1인당 장학금 1위(8,249,000원), 등록금 수입에 대한 교육비 환원율 4위(349.3%), 1인당 교육비 6위(27,591,000원), 등록금 의존율 4위(28.1%)를 기록했다.

### 국제 교류
금강대학교는 국제화 사업의 일환으로 재학생 7~8명당 1명의 외국인 학생을 유치하여 기숙사 생활을 포함한 학과수업, 동아리 활동 등을 함께 함으로써 국제적인 안목과 감각을 익히도록 하고 있다. 재학생과 외국인 학생들 간의 커뮤니케이션 파트너십 프로그램 등 차별화된 외국어 교육 프로그램을 운영하며, 외국인과 대화하고 교류할 수 있는 외국어 라운지를 설치했다.
외국어 특성화 정책에 따라 2004년부터 2019년도까지 총 460여 명의 학생들에게 교환학생 및 어학연수 기회를 제공하였다. 중국 상해사범대학, 북경대학, 미국 미시시피대학, 캐나다 UBC(University of British Columbia)대학, 일본 메지로대학, 대만 불광대학 등 해외 9개국 34개 대학과 자매결연을 맺고 학점교환, 학술교류 및 공동협력사업, 학생 및 교수 교환, 정보공유 그리고 앨라배마 대학교 비즈니스 스쿨(University of Alabama at Birmingham, Collat School of Business)과 전액 장학금 2+2복수학위제 구축 등 실질적인 국제 교류 프로그램을 운영하고 있다.

### 청혜관
금강대학교는 청혜관(淸慧館)이라 불리는 고시반을 운영하고, 구성원에게 행정고시와 공무원 지역인재추천 등에 지원을 하고 있다. 청혜관 구성원들은 고시 준비를 위하여 각종 위탁교육, 교과과정의 고시 과목 중심 평제 적용, 전담 지도교수와의 면담 등 각종 지원을 받는 것으로 알려졌다.

## 학생 활동

### 총학생회
2020년도 17대 총학생회의 부재로 인수인계위원회가 총학생회의 직무를 대행하고 있다. 학교의 전반적인 행사와 학생회비 등 회계 부문의 관리를 맡고 있다.

### 방송국
방송제같은 행사를 진행하며, 정해진 시간마다 교내 방송을 진행한다.

### 신문방송사
금강대학교 신문방송사는 학생자치기구가 아닌, 대학 부속기관으로 취급된다. 학교 내외의 소식을 전달하는 금강대학교 웹진 등을 발간하고 있다.

## 캠퍼스 풍경
금강대학교는 충청남도의 사립 대학으로 논산시 대명리에 캠퍼스가 위치한다. 약 13만m2의 교지가 있다. 고저차가 큰 지형에 위치해 있어 언덕이 많은 편이다. 캠퍼스는 약 15동의 건축물이 위치하고 있다.

### 도서관
원각도서관은 종단에서 약 250억원의 투자자금으로 지어졌다. 국내 학생 수 비율 최대규모 대학도서관이며, 5000명 이상을 수용할 수 있는 크기를 가지고 있다. DVD 상영이 가능한 멀티미디어실부터 도서 열람실, 스터디룸까지 기본적인 시설들을 갖추고 있으며, 소강당 또한 이 건물에 존재한다. 총 장서량은 2020년 기준으로, 128,048권이다.

### 학생생활관
금강대학교의 학생생활관은 성학관, 성문관, 성도관 등 3개 동으로 이루어져 총 632명을 수용할 수 있다. 모두 1인 1실로 이루어져 있으며 각 방마다 냉난방 시설은 물론 샤워실, 화장실까지 갖춰져 있다. 또한 기숙사 내에는 세탁실, PC방, 노래방, 당구장, 탁구장, 휴게실, 식당 등 각종 편의 시설들이 있다.